# Abdel Aziz Abdel Ghani
Abdul Aziz Abdul Ghani (arabe : عبد العزيز عبد الغني), né en 1939 et mort assassiné le 22 août 2011, est un homme d'État yéménite. Il fut Premier ministre de 1994 à 1997, sous le mandat du président Ali Abdallah Saleh. Ghani est membre du Congrès général du peuple.

## Biographie
Ghani a également servi en tant que vice-président de la République arabe du Yémen et de Premier ministre de la République arabe du Yémen par deux fois. Son premier mandat eut lieu de 1975 à 1980, et son second de 1983 à la réunification en 1990.
En mai 1994, il est nommé vice-président du Conseil présidentiel.
Le 3 juin 2011, lors de la bataille de Sanaa, il est blessé, en compagnie d'Ali Abdallah Saleh lors de l'attaque contre la mosquée présidentielle al-Nahdin. Le 22 août 2011, il meurt des suites de ses blessures.
Il a étudié les sciences politiques au Colorado College.